# پیراتمساحان
پیراتمساحان (نام علمی: Paralligatoridae) نام یک تیره از هوسوسماران است.